# Akamatsu Unrei
Akamatsu Unrei (japanisch 赤松 雲嶺; geboren 12. Dezember 1892 in Osaka; gestorben 16. Oktober 1958 daselbst) war ein japanischer Maler im Nihonga-Stil.

## Leben und Werk
Akamatsu Unrei begann 1899 mit sieben Jahren mit der Malerei unter der Anleitung des Nanga-Künstlers Koyama Unsen (小山 雲泉; 1855–1911). Nach dessen Tod setzte er sein Studium unter dem Nanga-Künstler Himejima Chikugai (1840–1928) fort.
1915 wurde Akamatsu zum ersten Mal auf der 9. Ausstellung der „Bunten“ zugelassen, und zwar mit seinem zweiteiligen Stellschirm „Keizan Seishu“(渓山清趣) – etwa „Berge und Täler“. Dann konnte er auf der 5., 8. und 9. der nun „Teiten“ genannten Ausstellung Bilder zeigen. Ab der 11. „Teiten“ 1930 konnte er juryfrei ausstellen. Er wurde Mitglied der Künstlervereinigung „Nihon Nangan-in“ (日本南画院) und war führend in der Vereinigung „Gajuku Bokuun-sha“ (画塾墨雲社) tätig. 1931 war er auf der Ausstellung japanische Malerei 1931 in Berlin zu sehen.
Nach dem  Zweiten Weltkrieg wurde Akamatsu eingeladen, auf der nun „Nitten“ genannten Ausstellungsreihe seine Werke zu zeigen. So war auf der 6. „Nitten“ sein Bild „Korokuminato“ (香落湊) zu sehen. 
Weitere Bilder sind der zweiteilige Stellschirm „Sekishun“ (惜春) – „Frühlingsende“, „Kimpū Manrai“ (金風万籟), „Kisogawa“ (木曾川). Von der Präfektur Osaka gebeten fertigte Akamatsu als Geschenk für Prinz Higashikuni Naruhiko das Bild der Bergkette „Kongōsan“ (金剛山の図) an, für Prinz Chichibu (秩父宮, Chichibu no miya) das Bild „Bekannte Plätze von Takatsuki“ (高槻名所の図). Zur Erinnerung des Besuchs des Tennō in Kōbe schuf er das Bild „Gyokudō Fūki“ (玉堂富貴の図). Für Innenwand der Schatzpagode des Tempels Ikoma Hōzan-ji (生駒宝山寺) malte er die „Acht Priester“ (八祖像, Hasso-sō), die acht Großen der Shingon-Richtung des Buddhismus.

## Weblink (Bilder)
- Akamatsu: 春雨 – „Frühlingsregen“, 1942